# یدالله جهانبازی
یدالله جهانبازی (زاده ۴ فروردین ۱۳۵۲ - جونقان) داور ایرانی فوتبال است. وی در سال ۱۳۷۳ داوری را شروع کرده‌است.
وی در ۲۷ دی ۱۳۹۵ از دنیای داوری خداحافظی کرد.

## شهرآورد تهران
یداله جهانبازی در تیم داوری دو دربی تهران حضور داشته است. در یک دربی داور وسط بوده و در یک دربی هم داور بازی بوده است.
| یک بازی که داور وسط بوده است   |                |                        |                                                                  |
| دربی                           | تاریخ          | نتیجه بازی             | گروه داوری                                                       |
| شماره ۷۹                       | ۲ آذر ۱۳۹۳     | استقلال ۱ - پرسپولیس ۲ | یداله جهانبازی -- محمدرضا ابوالفضلی -- حسین ظهیری -- تورج حق‌وردی |
| یک بازی که داور چهارم بوده است |                |                        |                                                                  |
| شماره ۷۷                       | ۱۵ شهریور ۱۳۹۲ | استقلال ۰ - پرسپولیس ۰ | علیرضا فغانی -- رضا سخندان -- رسول فروغی -- یداله جهانبازی       |

منبع  